# Medicines Control Agency
Die Medicines Control Agency (MCA) war bis zum 31. März 2003  die medizinische Aufsichtsbehörde für Arzneimittel in Großbritannien. Zu ihren Aufgaben gehörte der Betrieb eines Zulassungssystems für Medikamente vor deren Markteinführung, die Überwachung von bereits zugelassenen Medikamenten am Markt, die Veröffentlichung und Einhaltung von Qualitätsstandards für Medikamente sowie die internationale Repräsentation britischer Zulassungskriterien. 
Mit Wirkung zum 1. April 2003 wurden die Medical Control Agency (MCA) und die Medical Device Agency (MDA), jeweils zuständig für Arzneimittel und Medizinprodukte, in der Medicines and Healthcare products Regulatory Agency (MHRA) zusammengeführt.

## Kritik
Im Gegensatz zu anderen europäischen Zulassungsbehörden war die MCA ein kommerzieller Betrieb und somit auf Gebühreneinnahmen durch die Zulassung von Medikamenten angewiesen. Die MCA fungierte aufgrund dieser Besonderheit ihrer Finanzierung bevorzugt als „Referenzbehörde“ in dezentralisierten Arzneimittelzulassungsverfahren.